# The Good Place
The Good Place este o serie de televiziune fantezistă americană creată de Michael Schur. Seria a avut premiera pe 19 septembrie 2016 pe NBC.
Seria se concentrează pe Eleanor Shellstrop (Kristen Bell), care se trezește în viața de după moarte și este prezentat de Michael (Ted Danson) la "The Good Place", o utopie foarte selectivă, asemănătoare Heaven-ului, pe care a conceput-o ca o răsplată pentru viața sa dreaptă . Cu toate acestea, își dă seama că a fost trimisă din greșeală și trebuie să-și ascundă comportamentul imperfect din punct de vedere moral în timp ce încerca să devină o persoană mai bună și mai etică. William Jackson Harper, Jameela Jamil și Manny Jacinto colaborează cu ceilalți locuitori ai casei "Good Place", împreună cu D'Arcy Carden ca Janet, o ființă artificială care cunoaște toate informațiile din univers și poate produce orice element din nimic, abilități pe care le folosește pentru a-i ajuta pe locuitori.
The Good Place a primit recenzii pozitive la debut și de atunci a câștigat recunoștință critică. A fost lăudat pentru acțiunea, scrierea, originalitatea, setarea și tonul. În plus, terminarea primului sezon, explorarea și utilizarea creativă a eticii și filozofiei spectacolului au fost primite pozitiv. Recunoașterea a câștigat, de asemenea, seria unui premiu Peabody în 2019.
Al treilea sezon a avut premiera la 27 septembrie 2018 și s-a încheiat la 24 ianuarie 2019. În decembrie 2018, NBC a reînnoit seria pentru un al patrulea sezon.

## Distribuție și personaje

### Principal
- Kristen Bell - Eleanor Shellstrop
- William Jackson Harper - Chidi Anagonye
- Jameela Jamil - Tahani Al-Jamil
- D'Arcy Carden - Janet
- Manny Jacinto - Jason Mendoza
- Ted Danson - Michael

### Recurent
- Tiya Sircar - "reale Eleanor Shellstrop"
- Adam Scott - Trevor
- Marc Evan Jackson - Shawn
- Maribeth Monroe - Mindy St. Claire
- Luke Guldan - Chris Baker
- Jason Mantzoukas - Derek Hoffstettler
- Maya Rudolph - Judge Hydrogen (sau "Gen" pe scurt)
- Mike O'Malley - portar
- Amy Okuda - Jessica / Gayle
- Bambadjan Bamba - Bambadjan
- Josh Siegal - Glenn
- Eugene Cordero - Pillboi
- Jama Williamson - Val
- Ben Lawson - Larry Hemsworth
- Rebecca Hazlewood - Kamilah Al-Jamil
- Leslie Grossman - Donna Shellstrop